# آيت حوسى (آيت طبوش)
آيت حوسى هو دُوَّار يقع بجماعة أم ربيع، إقليم خنيفرة، جهة بني ملال خنيفرة في المملكة المغربية. ينتمي الدوّار لمشيخة آيت طبوش التي تضم 4 دواوير. يقدر عدد سكانه بـ 301 نسمة حسب الإحصاء الرسمي للسكان والسكنى لسنة 2004.

## وصلات خارجية
- البوابة الوطنية للجماعات الترابية
- المندوبية السامية للتخطيط